# Onychognathus neumanni
Onychognathus neumanni (лат.) — вид певчих птиц семейства скворцовых. Выделяют два подвида. Распространён в Африке, ареал фрагментирован, приурочен к региону Сахель. Вид ранее рассматривался конспецифичным с краснокрылым длиннохвостым скворцом (Onychognathus morio). Видовое название дано в честь немецкого орнитолога Оскара Ноймана (нем. Oscar Rudolph Neumann; 1867—1946).

## Описание
Onychognathus neumanni достигает длины 20—30 см. Окраска оперения самцов преимущественно переливчато-чёрная. Первостепенные маховые перья рыжего цвета, что особенно заметно в полёте. Самки пепельно-серые с тёмными прожилками. Радужная оболочка тёмно-красная, клюв и ноги чёрные. Окраска молодых особей сходна с таковой самцов, однако менее блестящая, и радужные оболочки у них карие. У представителей подвида O. n. modicus хвост заметно короче, чем у номинативного подвида.
Песня представлена too-whee-oo, а позывка — air, air.

## Биология
Обитает на скалистых участках. Встречается на высоте от 500 до 2500 м над уровнем моря.
Как и другие длиннохвостые скворцы, O. neumanni всеяден, в состав рациона входят разнообразные фрукты, включая инжир, а также беспозвоночные.
Onychognathus neumanni — моногамный вид, в период гнездования образует пары. В сезон размножения территориален и довольно агрессивен, при приближении к гнездовой территории нападает на другие виды птиц, включая хищных. Гнезда сооружаются из травы на уступах скал в труднодоступных местах. Иногда гнездится в сооружениях, построенных человеком. Вне сезона размножения объединяются с другими представителями своего вида в большие стаи.

## Подвиды и распространение
Выделяют два подвида:
- Onychognathus neumanni modicus Bates, 1932 — от востока Сенегала и юга Мавритании до запада Мали и севера Кот-д’Ивуар
- Onychognathus neumanni neumanni (Alexander, 1908) — от востока Мали до запада Судана и запада ЦАР